# Maborosi
Maborosi (幻の光?, Maboroshi no hikari) è un film del 1995 diretto da Hirokazu Kore'eda, qui al suo lungometraggio d'esordio. La pellicola è tratta dalla raccolta di racconti Bagliori fatui di Teru Miyamoto.

## Trama
Osaka: la vita della giovane Yumiko è segnata da due laceranti avvenimenti. Il primo ebbe luogo durante l'infanzia, quando la sua adorata nonna decise di abbandonare tutta la famiglia per tornare a morire da sola nella sua terra natia. Il secondo è la morte misteriosa di suo marito Ikuo, suicidatosi lanciandosi sotto un treno in corsa. Yumiko, rimasta vedova giovanissima e con un figlio da crescere, decide di risposarsi con Tamio, anche lui vedovo e con una figlia e si trasferisce presso l'abitazione del suo nuovo marito in un remoto angolo costiero della penisola di Noto.
Passa il tempo, la vita di Yumiko sembra trascorrere tranquilla con la sua nuova famiglia e la piacevole compagnia della comunità del posto. Ma questa felicità è solo apparente, in quanto nella giovane donna è ancora presente un vuoto incolmabile, legato al doloroso ricordo del primo marito, mai dimenticato. Gli atroci dubbi sulla sua misteriosa morte torneranno prepotentemente a galla a tormentare Yumiko.

## Cast
Maborosi sancisce l'esordio dell'attrice Makiko Esumi, ex pallavolista professionista ed offre inoltre uno dei primi ruoli di rilievo a Tadanobu Asano.

## Stile
Il film presenta elementi che richiamano alla memoria il cinema di grandi autori, sia giapponesi che internazionali; tra le influenze degne di menzione, quelle derivate dal cinema di Yasujirō Ozu per lo stile registico, di Kenji Mizoguchi per la presenza di una predominante figura femminile,
di Hou Hsiao-hsien e Michelangelo Antonioni per i temi dell'incomunicabilità e dell'alienazione, di Krzysztof Kieślowski per l'elaborazione del lutto.

## Il titolo
Il titolo originale Maboroshi no hikari significa letteralmente "luce del fantasma" o "luce fantasmatica". Sebbene il sinonimo che meglio si presta a questa espressione è il fuoco fatuo, nel film l'associazione viene data ad una "luce rivelatrice" che può apparire alle persone tormentate da dubbi e sofferenze.

## Location
Il film è stato girato tra la città di Osaka e il paese di Uniumachi, situato a pochi chilometri dalla città di Wajima, nella prefettura di Ishikawa.

## Curiosità
Nella scena in cui Yumiko ed il figlio si trovano in treno, il bambino gioca con una bilia guardando attraverso essa il paesaggio dal finestrino come la protagonista di La doppia vita di Veronica di Krzysztof Kieślowski.

## Critica
Accolto molto bene dalla critica, il sito Metacritic assegna al film un punteggio pari a 94 su 100. Tra le recensioni, spicca quella redatta dal famoso critico Roger Ebert che gli conferisce il massimo del punteggio.

## Premi
Presentato in corso al Festival di Venezia nel 1995, fu candidato per il Leone d'oro e vinse l'Osella d'oro per la migliore fotografia e per la migliore sceneggiatura.